# Улуг-Хемский угольный бассейн
Улуг-Хемский угольный бассейн — угольный бассейн на территории республики Тыва, Россия. Название получил от протекающего в Тувинской котловине Верхнего Енисея — Улуг-Хема. Площадь — 2300 км². Угли известны с 1883 года, кустарная разработка с 1914, промышленная разработка с 1925.

## Основные характеристики
Общие ресурсы 14,2 млрд т (13 млрд т усл. топлива), балансовые запасы категорий A+B+C1 — 650 млн т, C2 — 4 млн т (1986). Балансовые запасы категорий A+B+C1+C2 основных месторождений в млн т: Элегестское (38), Kaa-Хемское (305), Межегейское (213), Ээрбекское (97).
Юрские угленосные отложения мощностью до 1500 м выполняют крупный прогиб в палеозойских породах. Содержат до 55 угольных пластов, в том числе пять — мощностью более 0,6 м. Основное промышленное значение имеет пласт «Улуг» мощностью до 12 м; мощности остальных пластов 0,8-2,7 м. Угли гумусовые с высоким содержанием смол, марок: Г, ГЖ, Ж, КЖ, низко- и среднезольные (Ad 9,9-14,5 %), малосернистые (Std 0,4 %), спекающиеся, легкообогатимые, Wr 5-7 %, Vdaf 46-35 %, Qsdaf 36 МДж/кг.

## Каа-Хемское угольное месторождение
Самое крупное месторождение, обеспечивающее углём (Каа-Хемский угольный разрез) основные потребности республики Тыва. Расположено рядом с городом Кызыл, слева от Малого Енисея. Расположена в восточной части Кызыльско-Ээрбекской мульды.

### Каа-Хемский угольный разрез
Каа-Хемский угольный разрез (G (англ.). maps.google.com. Дата обращения: 2 ноября 2022.) — является главным поставщиком угля в пределах республики Тыва (Восточная и центральная Тува). Начал свою работу в 1970 году, заменив в последующем шахту «Красная горка». Последние годы уголь частично так же вывозится автотранспортом за пределы республики для использования в металлургии. Находился в федеральной собственности (Росимущество) как стратегическое предприятие. В 2006 году в виду большой задолженности объявлен банкротом, введено внешнее управление. Однако к улучшению ситуации это не привело. В 2010 году со второй попытки продан. На данный момент компания принадлежит ООО «Тувинская горнорудная компания», которая контролируется холдингом Олега Дерипаски En+ Group. В первом полугодии 2010 года добыча угля на разрезе составила 289,5 тыс. тонн, половина из которого была реализована за пределами республики.

## Элегестское угольное месторождение

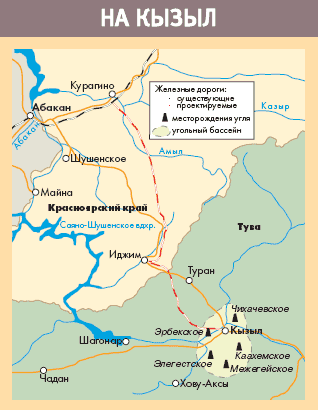
Проект железной дороги Курагино-Кызыл и месторождения каменного угля

Элегестское угольное месторождение — расположено в центре республики Тува вдоль левого притока Енисея реки Элегест в центре Кызыльско-Ээрбекской мульды. Обладает запасами около 1 млрд т коксующегося угля дефицитной марки «Ж». 80 % запасов находится в одном пласте толщиной 8,4 м (лучшие шахты Кузбасса работают в пластах толщиной 2-3 м, в Воркуте уголь добывают из пластов тоньше 1 м). Лицензию на разработку Элегестского месторождения каменного угля в 2002 году приобрела Енисейская промышленная компания (ЕПК, дочернее предприятие ОПК). С освоением Элегестского угольного месторождения неразрывно связан самый крупный проект ОПК в области инфраструктурного строительства — строительство железной дороги Курагино — Кызыл. На сентябрь 2010 года проект железной дороги был ещё не утверждён, хотя уже в четвёртом квартале 2010 года планировалось начать работы по её строительству. В связи с финансовыми проблемами Межпромбанка, входящим в ОПК, основным бенефициаром которого является сенатор от Тувы — Сергей Пугачёв, акции ЕПК были заложены по кредиту в Межпромбанке, однако выведены из под залога накануне банкротства банка. В июне 2011 года ЕПК сменила владельца. 100 % компании купили владельцы Русской медной компании Игорь Алтушкин и Руслан Байсаров. Продажа состоялась несмотря на то, что в отношении акций ЕПК на тот момент действовали обеспечительные меры в виде запрета на регистрацию сделок с ними. По данным Reuters, сумма сделки составила около $3 млрд. В 2012 году новые владельцы планируют довести добычу до 2 млн тонн (по состоянию на 2011 год добыча составляла 500 тыс. тонн). На проектную мощность в 18 млн тонн компания предполагает выйти к 2016 году.

### Шахта «Красная горка»(рус.).maps.google.com.Дата обращения: 2 ноября 2022.

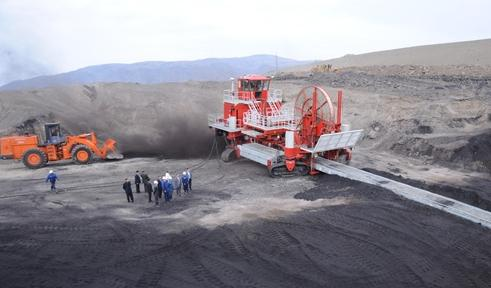
Элегестское месторождение. Шахта «Красная горка»

Сооружение шахты началось в 1951 году в посёлке Усть-Элегест. При строительстве новой шахты были обнаружены следы деятельности древних тувинских углекопов, относящиеся к XIII—XIV векам. Археологи пролили свет на эти артефакты — при остатках древних металлургических мастерских найдено много кокса, выжженного, как показали анализы, из элегестинского угля. Позднее была построена новая шахта, взамен первой, оказавшейся малоперспективной. В 1965 году добыча угля на шахте достигла 320 тысяч тонн. В октябре 1970 года шахта была закрыта в связи с запуском угольных разрезов «Каа-Хемский» и «Чаданский».

## Межегейское угольное месторождение
Расположено в районе правого притока реки Элегест — Межегей, южнее города Кызыла, рядом с центром Тандинского кожууна республики Тува — Бай-Хааком в южной части Кызыльско-Ээрбекской мульды. Балансовые запасы месторождения 247,9 млн т (в том числе коксующегося — 213,5 млн т) угля марки «Ж». Лицензия на разработку участка дважды продавалась. Оба аукциона выиграла компания Evraz Group. После первого аукциона, компания отказалась платить в 2008 году 16,7 млрд рублей за лицензию, в результате второго аукциона компания заплатила 950 млн рублей.

## Ээрбекское угольное месторождение
Расположено в районе посёлка Ээрбек, на правом берегу Верхнего Енисея вблизи города Кызыл в северной части Кызыльско-Ээрбекской мульды. На данный момент находится в федеральной собственности. С 1938 по 1953 год на месторождении работала первая в Туве угольная шахта. В 1953 году на шахте произошёл взрыв метана, погибли 9 человек. С этого момента и по сей день на месторождении продолжается подземный пожар.

## Чаданское угольное месторождение
Чаданское угольное месторождение расположено в Дзун-Хемчикском кожууне Тывы и относится к отдельной Чаданской мульде Улуг-Хемского угольного бассейна. Общая мощность пласта «Чаданский» изменяется от 3,20 м до 16,15 м и в среднем составляет 7,92 м. Мощность породных прослоев колеблется от 0,10 м до 0,55 м и чаще всего равна 0,20-0,30 м. Балансовые запасы оцениваются в 10,1 млн т. угля.

### Чаданский угольный разрез

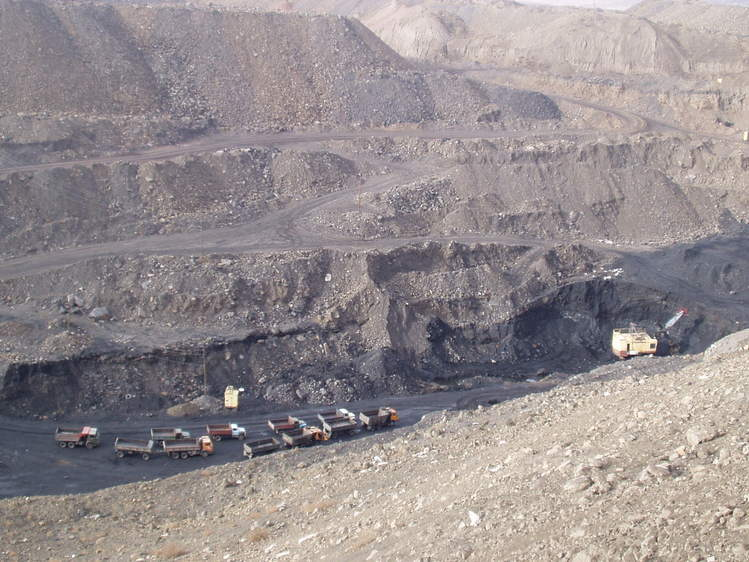
Чаданский угольный разрез

Чаданский угольный разрез расположен в 17 км от города Чадан и в 220 км от города Кызыл. Разработка начата в 1960-е годы. После начала работы Каа-Хемского угольного разреза Чаданский разрез стал структурным звеном нового угледобывающего предприятия. На данный момент принадлежит ООО «Тувинская горнорудная компания», весь добываемый уголь потребляется на западе республики Тыва. В первом полугодии 2010 года добыча угля на разрезе составила 49,8 тыс. тонн.

## Другие месторождения
В Туве известны Ийи-Тальское, Онкажинское, Ак-Тальское, Чангыз-Хадынское месторождения, содержащие газовые и жирные каменные угли. Общие ресурсы этих месторождений оцениваются в 1,7 млрд т.